# Nashorn, Zebra & Co.
Nashorn, Zebra & Co. ist eine Fernsehserie des Bayerischen Rundfunks (BR). In der Serie werden Geschichten aus dem Münchner Tierpark Hellabrunn erzählt. Die Reihe bietet einen Blick hinter die Kulissen des Tierparks und begleitet Tierärzte und Tierpfleger bei ihrer täglichen Arbeit. 
Für die Produktion waren Felix Heidinger und Jens-Uwe Heins verantwortlich, die für die Serie auch als Reporter tätig waren. Die Musik stammt von Pierre Oser. Als Sprecher ist Hans Mittermüller zu hören, wobei in der ersten Staffel zum Teil auch der Schauspieler Hans-Jürgen Stockerl diese Funktion übernahm. Gedreht wurden die ersten 40 Folgen von Mai bis Oktober 2006. Der Serienstart erfolgte am 24. Mai 2007. Von 2007 bis 2018 entstanden in acht Staffeln insgesamt 340 Folgen mit einer Länge von jeweils etwa 50 Minuten. Fast alle Staffel enthalten 40 Folgen. Für die Staffeln sechs und sieben wurden jeweils 50 Folgen produziert. Die Erstausstrahlung der ersten sieben Staffeln erfolgte einheitlich auf dem Sender Das Erste. Die ersten 24 Folgen der achten Staffel erschienen erstmals im Bayerischen Rundfunk, die Folgen 25 bis 40 ebenfalls im Ersten.
Vom 5. April bis zum 9. August 2014 veröffentlichte der Bayerische Rundfunk, unter dem Titel Nashorn, Zebra & Co – aktuell, 16 halbstündige weitere Folgen zum Thema. Das Erste zeigte vom 3. Juni 2014 bis zum 13. Oktober 2016 eine Kurzfolgen-Version der Serie mit 166 29-minütigen Folgen in fünf Staffeln, die aus Zusammenschnitten der Originalserie bestehen. Zudem sendete der Bayerische Rundfunk vom 10. Januar bis zum 22. August 2015 mit Neues aus dem Münchner Tierpark Hellabrunn einen Ableger der Serie, der aus 30 halbstündigen Folgen in einer Staffel besteht.